# Cassius (Banu Qasi)

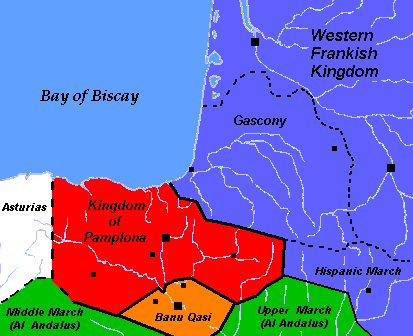
Das Emirat der Banu Qasi und das verbündete Königreich Pamplona im 10. Jahrhundert

Cassius (um 714), auch genannt Graf Casi (Qasi) (arabisch قسي قومس, DMG Qasī qūmis = Qasi comes), war ein westgotischer oder ibero-römischer Adliger, der zu Beginn des 8. Jahrhunderts, das heißt gegen Ende des Westgotenreiches von Toledo, im Norden Spaniens am mittleren Lauf des Flusses Ebro den Rang eines comes innehatte (deutsch etwa „Graf“). Nach der Eroberung Spaniens durch die Sarazenen war er einer der westgotischen Magnaten, die sich den neuen Herren unterwarfen, zum Islam konvertierten und dadurch ihre Machtposition behalten konnten. Cassius wurde durch seine Nachkommen zum Stammvater der nach ihm benannten Familie der „Banu Qasi“ (d. h. die Söhne/Deszendenten des Qasi/Cassius), die bis in das zehnte Jahrhundert hinein in der nördlichen Mark des Emirates bzw. des späteren Kalifates von Córdoba zeitweise eine führende Rolle spielte. Von überragender Bedeutung war dabei Musa ibn Musa Banu Qasi, ein Urenkel des Cassius, der wegen seiner Machtfülle als „der dritte König Spaniens“ bezeichnet wurde.

## Herkunft
Zur Herkunft des Cassius gibt es in zeitgenössischen Quellen keine näheren Angaben. Die sehr viel später – um das Jahr 911 – verfasste Chronik von König Alfons III. von Asturien (866–910), die die Geschichte des Westgotenreiches ab dem Jahr 672 und die des Königreiches Asturien bis zur Zeit des Regierungsantrittes von König Alfons III. behandelt, bezeichnet ihn als Goten mit mohammedanischem Glauben. Der Name Qasi / Casio / Cassius könnte jedoch darauf hindeuten, dass er aus einer romanisierten iberischen Familie stammte oder mit einer solchen verwandt war.

## Leben

### Keine zeitgenössischen Quellen
Auch über das Leben des comes Cassius finden sich wegen der geringen Zahl zeitgenössischer Dokumente nähere Angaben erst in späteren Quellen, insbesondere bei dem arabischen Universalgelehrten und Geschichtsschreiber Ibn Hazm (* 994 in Córdoba; † 1064 bei Niebla), der selbst aus einer arabisierten, ursprünglich westgotischen Familie stammte, im 11. Jahrhundert in Córdoba lebte und u. a. auch das berühmte Buch über die Liebe Das Halsband der Taube schrieb. Nach Alberto Cañada Juste hielt Ibn Hazm in seinem Werk Risāla fī fadl al-Andalus fest, eine Chronik über die Familie von Banu Qasi gekannt zu haben, die jedoch nicht überliefert ist.
Einige Angaben über Cassius sind auch im Werk des andalusischen Gelehrten Ibn al-Qutiyya († 8. November 977) Tārīch iftitāh al-Andalus (Geschichte der Eroberung von al-Andalus) zu finden. Bemerkenswert ist, dass auch dieser – obwohl arabischer Herkunft (tatsächlicher Name: Muhammad ibn Umar ibn Abd al-Aziz ibn Ibrahim ibn Isa ibn Mazahim) – eine familiäre Beziehung zu den Westgoten besitzt. Sein gebräuchlicher Name Ibn al-Qutiyya bedeutet „Sohn, bzw. Nachkomme der gotischen Frau“. Er selbst hielt dazu fest, dass er in weiblicher Linie vom westgotischen König Witiza (702–710; † 719), abstammt. Dies, da die Enkelin des Königs Witiza, Sarah die Gotin, nach Damaskus reiste, um beim Kalifen Hischam (724–743) ihre von einem Onkel bedrohten Erbrechte zu reklamieren, dort einen arabischen Gefolgsmann des Kalifen heiratete und in Spanien Nachkommen hinterließ, zu denen nicht nur Ibn al-Qutiyya, sondern auch die sevillanischen Familien der Banu Maslama und der Banu Hayyay zählten.

### Westgotischercomes
Diesen Quellen ist zu entnehmen, dass zur Zeit der Eroberung Spaniens durch die Sarazenen ein Graf namens Qasi („Qasi kumis“ = Cassius comes) in der „Oberen Mark“ von al-Andalus (dem von den Arabern eroberten Teil Spaniens) lebte, dessen Herrschaftsbereich sich am mittleren Flusslauf des Ebro befand und etwa das Gebiet der Städte Tudela, Tarazona, Borja bei Saragossa und Eja de los Caballeros umfasste.

### Konversion zum Islam, Vasall der Kalifen
Als Musa ibn Nusayr (* um 640, † 716, mit vollem Namen Abu Abd ar-Rahman Musa ibn Nusayr ibn Abd ar-Rahman Zayd al-Lachmi), der von 703 bis 714 als umayyadischer Statthalter von Nordafrika regierte, an der Spitze der Eroberungsarmee der Sarazenen in den Nordosten Spaniens vorstieß, kam es zu einer Begegnung mit Cassius. Angesichts der Wahl, einen aussichtslosen Kampf aufzunehmen, bzw. Christ zu bleiben, dafür aber seine Herrschaftsrechte zu verlieren oder sich dem Kalifen al-Walid I. (705–715) zu unterwerfen, zum Islam überzutreten und damit seine Machtstellung zu behalten, entschied sich Cassius im Herbst 713 für das Letztere und konnte dadurch die Kontrolle über seine Territorien als Vasall des Kalifen in Damaskus behalten.
Diese Möglichkeit nutzten auch andere gotische Magnaten, so u. a. Teodemiro († 743), der Herr von Baltana, Alicante, Murcia, Villena, Lorca und Ello, der am 5. April 713 mit Abd al-Aziz ibn Musa, dem Sohn von Musa ibn Nusair, am 5. April 713 einen – im Wortlaut erhaltenen – Kapitulationsvertrag unterschrieb, der ihm die Beibehaltung seiner Herrschaft zusicherte.
Cassius blieb in engem Kontakt mit Musa ibn Nusair, wobei nicht ausgeschlossen ist, dass er zur Heerfolge verpflichtet wurde und damit die Eroberungszüge des Statthalters mitmachen musste, durch die dieser bald darauf die regionale Hauptstadt Saragossa und in der Folge in Asturien die Städte León, Astorga, Zamora und schließlich Lugo eroberte.

### Persönliche Unterwerfung in Damaskus
Gewiss ist jedoch, dass – als Musa ibn Nusair vom Kalifen zur Berichterstattung einberufen wurde – Cassius ihn im Jahre 714 auf dessen Reise nach Damaskus begleitete, um sich dort persönlich dem Kalifen al-Walid zu unterwerfen. Ibn Hazm bestätigt, dass Qasi (Cassius) zum Stammvater der (nach ihm genannten) Familie der Banu Qasi wurde, die Vasallen („mawali“) der Dynastie der Umayyaden waren und in den internen Machtkämpfen in Spanien regelmäßig die Partei der Nordaraber gegen die der Jemeniten unterstützte.
Der Zeitpunkt seiner förmlichen Unterwerfung unter das Kalifat von Damaskus lässt sich anhand der bekannten Eckdaten ziemlich genau eingrenzen. Sie erfolgte, nachdem die Truppen des Statthalters der Kalifen in Nordafrika, Musa ibn Nusair, die Stadt Mérida am 30. Juni 713 erobert hatten und im Herbst 713 in das mittlere Becken des Ebro vorstießen, wo sich die Ländereien des Grafen Cassius befanden. Sie erfolgte spätestens zu Beginn des Jahres 715, da der Kalif al-Walid am 25. Februar 715 in Damaskus verstarb und damit wohl im Jahre 714, im Anschluss an die Reise des Musa ibn Nusair nach Damaskus, der von einem ganzen Heer gefangener Goten und beladen mit unermesslicher Beute in die Hauptstadt des Kalifates reiste.

## Ehe und Nachkommen
Über die Ehefrau des Cassius sind keine Daten bekannt. Der Grund der Namensgebung seiner Söhne – nur der erste trägt einen christlichen Namen, die anderen solche islamischer Herkunft – dürfte sich daraus erklären, dass Fortún vor der Konversion zum Islam geboren wurde, die anderen Söhne jedoch danach und daher Namen der neu angenommenen Religion erhielten. Ob dies auch darauf hindeutet, dass diese Söhne aus einer nach der Konversion geschlossenen späteren bzw. zweiten Ehe des Grafen mit einer Frau muslimischer Religion stammen, bleibt dahingestellt.
Der Historiker Ibn Hazm (* 994, † 1064) nennt fünf Söhne des Grafen, nicht jedoch die wahrscheinlich ebenso vorhandenen Töchter:
- Fortún Banu Qasi (* um 710) war „Vali“ (arabisch والي wālī, d. h. Gouverneur) der Umayyaden von Saragossa und der nähere Stammvater der Familie der «Banu Qasi»
- Abu Tawr Banu Qasi, dieser war nach Philippe Sénac[7] vermutlich mit dem 777 historisch nachweisbaren Abu Thawr identisch, der als Vali (Statthalter) der Stadt Huesca einer der muslimischen Regionalherrscher war, die versuchten, ihre Unabhängigkeit vom Emirat von Córdoba durch eine Allianz mit den christlichen Nachbarn abzusichern und die daher Karl den Großen (* 742, † 814) im Jahre 778 zu seinem – erfolglosen – Feldzug gegen Saragossa veranlassten.
- Abu Salama Banu Qasi, war nach Alberto Cañada Juste[8] vermutlich der Stammvater der Familie Banu Salama, deren Name in dem des Flusses Guatizalema (Wadi-Salama) nahe Huesca fortlebt.
- Yunus Banu Qasi
- Yahya Banu Qasi